# Horecké skály
Horecké skály je označení pro dva skalní výchozy, které se nacházejí nad vsí Šimonovice v Libereckém kraji. Z geologického hlediska jsou tvořeny paleovulkanickou horninou křemenný keratofyr. Obě skály dosahují přibližně stejné výšky 15 m, mohutnější je však jihovýchodní zvaná Hladká, severozápadní pak bývá označována jako Homole. Nedaleko lze též nalézt tzv. Liščí skálu (8 m vysoká) se suťovým polem.